# Lijst van personen overleden in november 2013
Dit is een lijst van bekende personen die overleden zijn in november 2013.

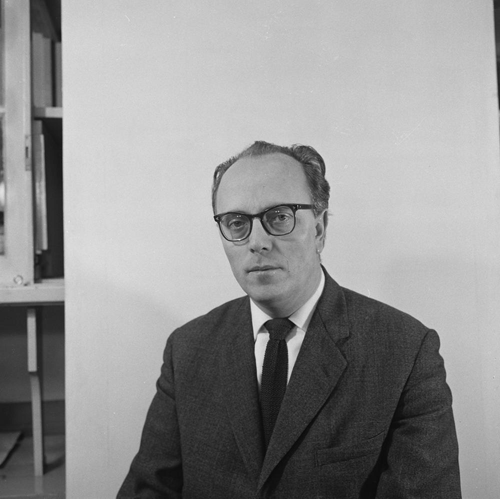
Leen Timp
1 november

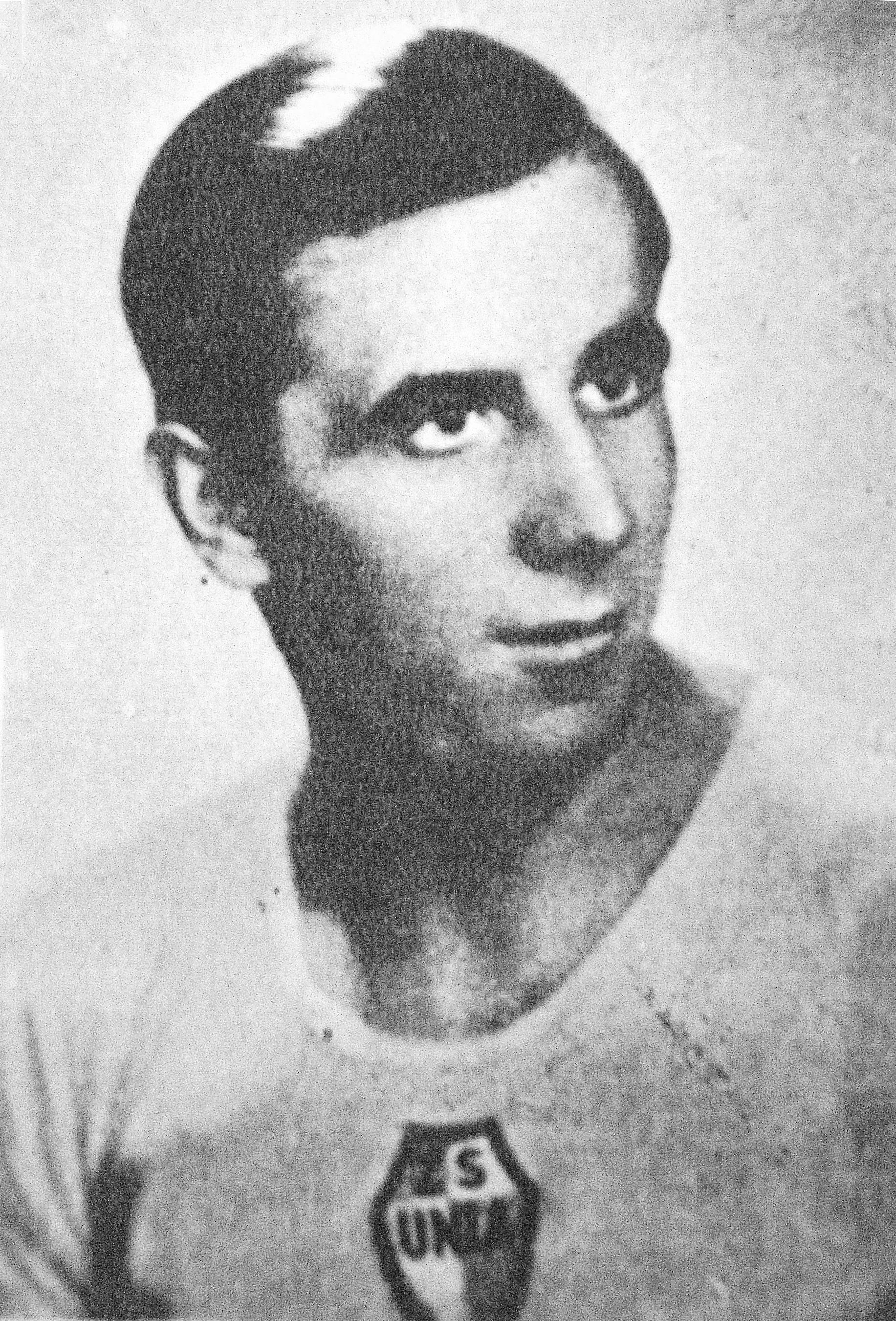
Gerard Cieślik
3 november

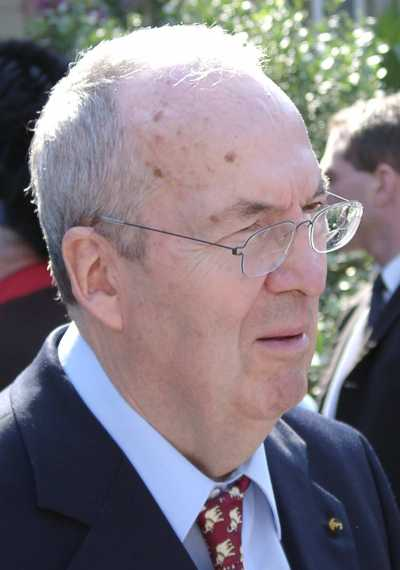
Manfred Rommel
7 november

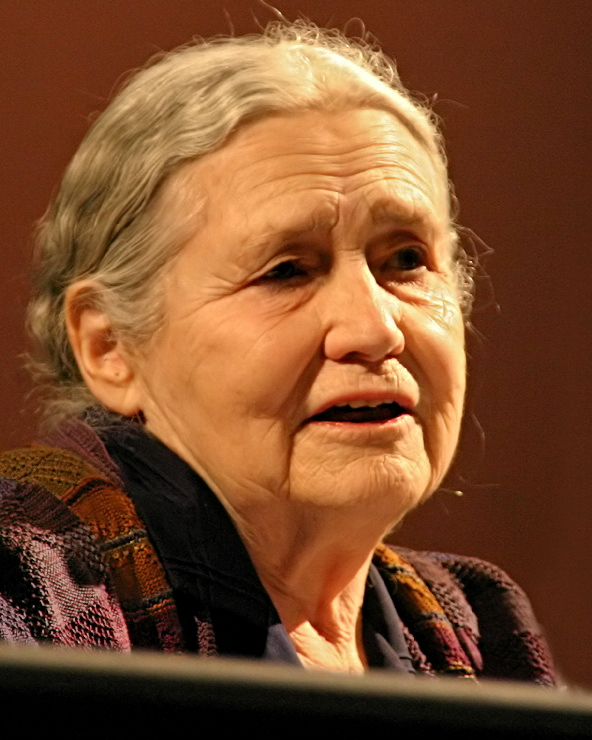
Doris Lessing
17 november

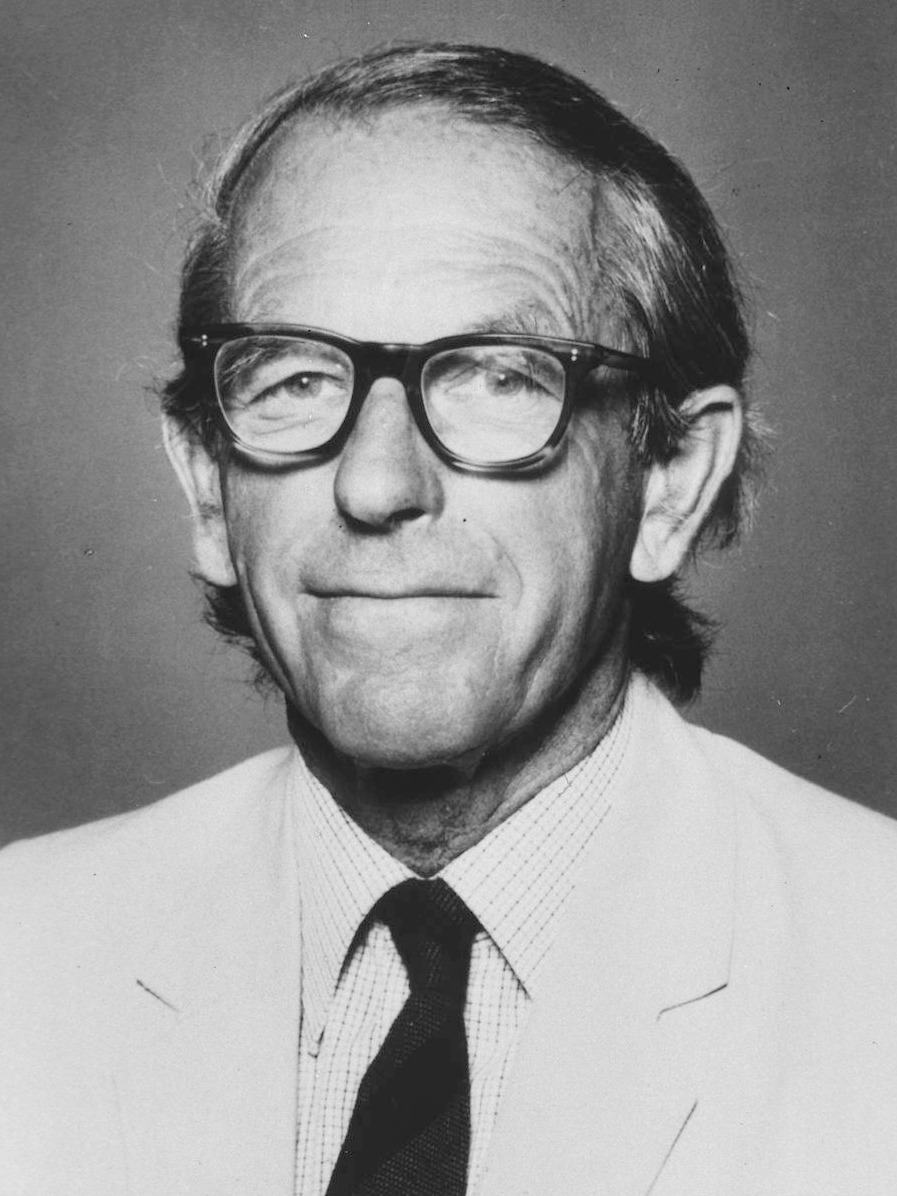
Frederick Sanger
19 november

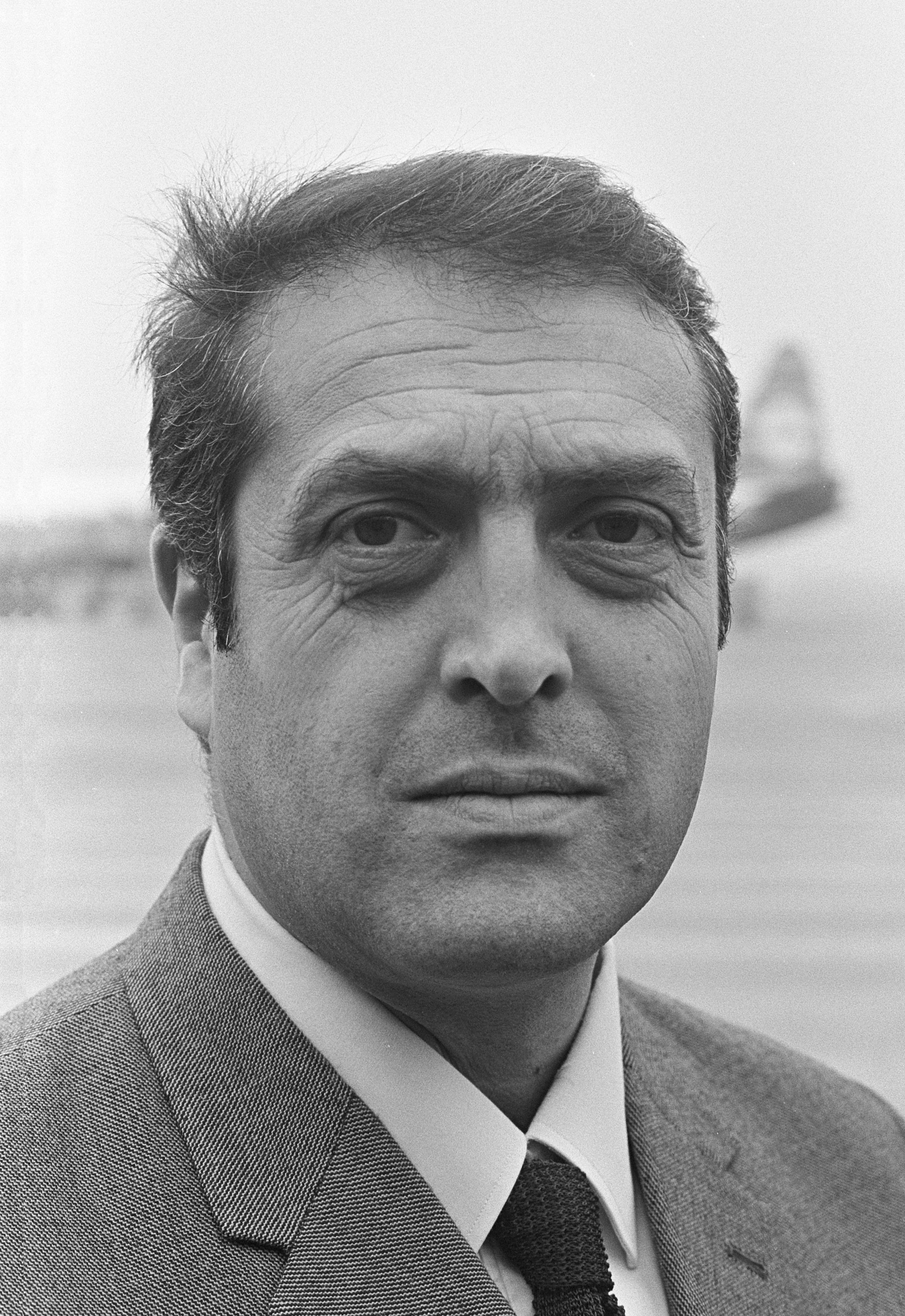
Georges Lautner
22 november

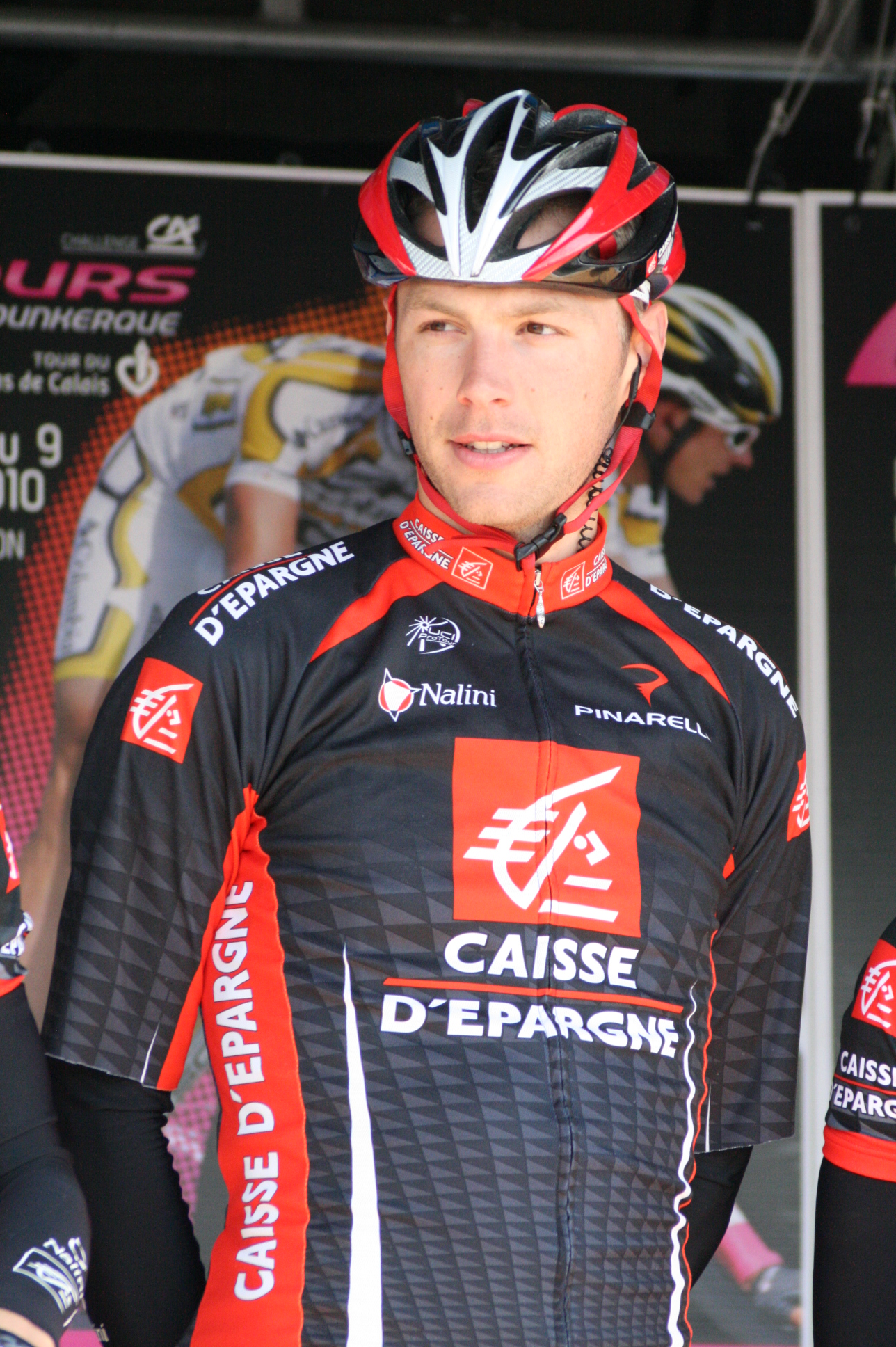
Arnaud Coyot
24 november

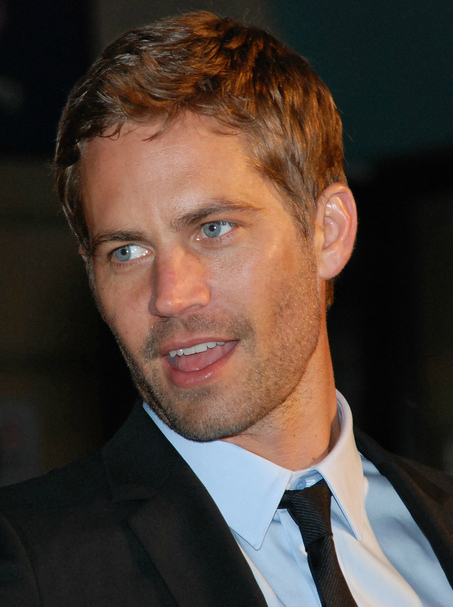
Paul Walker
30 november

| 1 | 2 | 3 | 4 | 5 | 6 | 7 | 8 | 9 | 10 | 11 | 12 | 13 | 14 | 15 | 16 | 17 | 18 | 19 | 20 | 21 | 22 | 23 | 24 | 25 | 26 | 27 | 28 | 29 | 30 |
| - | - | - | - | - | - | - | - | - | -- | -- | -- | -- | -- | -- | -- | -- | -- | -- | -- | -- | -- | -- | -- | -- | -- | -- | -- | -- | -- |

### 1 november
- Piet Rietveld (61), Nederlands econoom en hoogleraar[1]
- Leen Timp (92), Nederlands televisieregisseur en -producent[2]

### 2 november
- Walt Bellamy (74), Amerikaans basketballer[3]
- Joop Eversteijn (92), Nederlands voetballer[4]

### 3 november
- Gerard Cieślik (86), Pools voetballer[5]
- Ryszard Kraus (49), Pools voetballer[6]

### 4 november
- Joe Dizon (65), Filipijns priester en activist[7]

### 5 november
- Luis Pasquet (96), Uruguayaans-Fins componist en dirigent[8]
- Stuart Williams (83), Welsh voetballer[9]

### 6 november
- Sébastien De Raet (84), Belgisch volksvertegenwoordiger en rugbyspeler[10]
- Ace Parker (101), Amerikaans honkballer[11]
- Roberto Zárate (80), Argentijns voetballer[12]

### 7 november
- Ron Dellow (99), Brits voetballer en voetbaltrainer[13]
- Manfred Rommel (84), Duits burgemeester[14]
- Paul Stolk (67), Nederlands nieuwsfotograaf[15]

### 8 november
- Joop Abbink (97), Nederlands verzetsstrijder[16]
- Lică Nunweiller (74), Roemeens voetballer[17]
- Paulo de Almeida (80), Braziliaans voetballer, bekend als Paulinho[bron?]

### 9 november
- Henk Beuke (89), Nederlands politicus[18]

### 11 november
- Domenico Bartolucci (96), Italiaans kardinaal en dirigent[19]
- Shirley Mitchell (94), Amerikaans actrice[20]

### 12 november
- Giuseppe Casari (91), Italiaans voetballer[21]
- Erik Dyreborg (73), Deens voetballer[22]
- Al Ruscio (89), Amerikaans acteur[23]
- John Tavener (69), Brits componist[24]

### 13 november
- Onesimo Gordoncillo (78), Filipijns aartsbisschop[25]

### 14 november
- Jim McCluskey (63), Schots voetbalscheidsrechter[26]
- Piet de Wolf (91), Nederlands voetbaltrainer[27]

### 15 november
- Felix Geybels (77), Belgisch voetballer[28]
- Glafkos Klerides (94), Grieks-Cypriotisch politicus[29]

### 16 november
- Chris Argyris (90), Amerikaans bedrijfskundige en hoogleraar[30]
- Harry Pennings (79), Nederlands ondernemer[31]

### 17 november
- Syd Field (77), Amerikaans scenarioschrijver[32]
- Cor Jaring (76), Nederlands fotograaf[33]
- Doris Lessing (94), Brits schrijfster[34]

### 19 november
- Joseph Lescrauwaet (90), Nederlands hulpbisschop en theoloog[35]
- Frederick Sanger (95), Brits moleculair bioloog[36]

### 20 november
- Sylvia Browne (77), Amerikaans medium[37]

### 21 november
- Maurice Vachon (84), Canadees worstelaar[38]

### 22 november
- Georges Lautner (87), Frans filmregisseur en scenarioschrijver[39]

### 24 november
- Amedeo Amadei (92), Italiaans voetballer[40]
- Arnaud Coyot (33), Frans wielrenner[41]
- Hermine de Graaf (62), Nederlands schrijfster[42]
- June Keithley-Castro (66), Filipijns presentatrice en actrice[43]
- Gerrit Krol (79), Nederlands schrijver[44]

### 25 november
- Bob Colin Day (72), Brits zanger[45]
- Raimondo D'Inzeo (88), Italiaans ruiter
- Bill Foulkes (81), Brits voetballer[46]

### 26 november
- Toon Becx (93), Nederlands voetballer[47]
- Arik Einstein (74), Israëlisch zanger, acteur en tekstdichter[48]
- Saul Leiter (89), Amerikaans fotograaf[49]
- Cayetano Ré (75), Paraguayaans voetballer en voetbalcoach[50]
- Tineke Schilthuis (92), Nederlands politica[51]

### 27 november
- Lewis Collins (67), Brits acteur[52]
- Rudolf Lorenzen (91), Duits schrijver[53]
- Nílton Santos (88), Braziliaans voetballer[54]
- Wolf Jobst Siedler (87), Duits journalist en uitgever[55]

### 28 november
- Mitja Ribičič (94), Sloveens politicus[56]

### 29 november
- Bram van der Lek (82), Nederlands politicus[57]
- Ke Riema (99), Belgisch tekstschrijfster[58]

### 30 november
- Doriano Romboni (44), Italiaans motorcoureur[59]
- Wilfried Stinissen (86), Belgisch Rooms-katholiek priester, karmeliet en auteur[60]
- Paul Walker (40), Amerikaans acteur en fotomodel[61]

1900 ·
1901 ·
1902 ·
1903 ·
1904 ·
1905 ·
1906 ·
1907 ·
1908 ·
1909 ·
1910 ·
1911 ·
1912 ·
1913 ·
1914 ·
1915 ·
1916 ·
1917 ·
1918 ·
1919 ·
1920 ·
1921 ·
1922 ·
1923 ·
1924 ·
1925 ·
1926 ·
1927 ·
1928 ·
1929 ·
1930 ·
1931 ·
1932 ·
1933 ·
1934 ·
1935 ·
1936 ·
1937 ·
1938 ·
1939 ·
1940 ·
1941 ·
1942 ·
1943 ·
1944 ·
1945 ·
1946 ·
1947 ·
1948 ·
1949 ·
1950 ·
1951 ·
1952 ·
1953 ·
1954 ·
1955 ·
1956 ·
1957 ·
1958 ·
1959 ·
1960 ·
1961 ·
1962 ·
1963 ·
1964 ·
1965 ·
1966 ·
1967 ·
1968 ·
1969 ·
1970 ·
1971 ·
1972 ·
1973 ·
1974 ·
1975 ·
1976 ·
1977 ·
1978 ·
1979 ·
1980 ·
1981 ·
1982 ·
1983 ·
1984 ·
1985 ·
1986 ·
1987 ·
1988 ·
1989 ·
1990 ·
1991 ·
1992 ·
1993 ·
1994 ·
1995 ·
1996 ·
1997 ·
1998 ·
1999 ·
2000 ·
2001 ·
2002 ·
2003 ·
2004 ·
2005 ·
2006 ·
2007 ·
2008 ·
2009 ·
2010 ·
2011 ·
2012 ·
2013 ·
2014 ·
2015 ·
2016 ·
2017 ·
2018 ·
2019 ·
2020 ·
2021 ·
2022 ·
2023 ·
2024 ·
2025